# Kangite
La kangite è un minerale ultrarefrattario di scandio ricco di titanio. È stata scoperta nel meteorite Allende caduto in Messico nel 1969.
Il nome kangite, attribuito al nuovo minerale approvato dall'IMA, deriva dalla parola cinese "kang" che significa "scandio".
Una sostanza sintetica con composizione Sc2O3 era già conosciuta mentre non si conosceva né in natura né per via sintetica una sostanza con questa composizione.

## Morfologia
La kangite è stata scoperta sotto forma di granuli irregolari subedrali di pochi micrometri opachi anche in sezione sottile, non è stato possibile determinare molte caratteristiche del minerale per via delle minuscole dimensioni dei campioni.

## Origine e giacitura
La kangite è stata trovata all'interno della condrite carbonacea Allende in un'inclusione ultra-refrattaria negli interstizi fra la perovskite e lo spinello aggregata a cristalli di davisite.
Questo minerale probabilmente si è formato con l'ossidazione a bassa temperatura di ossidi arricchiti dall'alta temperatura di Sc-, Ti3+ risalenti ai tempi della formazione del sistema solare.